# ハッサン・ジャミール
ハッサン・モハメッド・アブドゥル・ラティフ・ジャミール（Hassan Mohammed Abdul Latif Jameel）は、サウジアラビアの実業家、慈善家。サウジアラビアでトヨタ車の販売権を持つアブドゥル・ラティフ・ジャミール社のサウジアラビア国内事業の副社長兼副会長。安全衛生関連や求職者支援関連の社会貢献活動にも取り組んでいる。

## 経歴
父のモハメド・アブドゥル・ラティフ・ジャミール（ Mohammed Abdul Latif Jameel）は、1993年からアブドゥル・ラティフ・ジャミール会長兼社長。祖父のアブドゥル・ラティフ・ジャミール（Abdul Latif Jameel、1909年生、1993年没）は、1945年にアブドゥル・ラティフ・ジャミール社を設立し、1955年にサウジアラビアでのトヨタ車の販売権を獲得した実業家である。
学生時代を日本で過ごす。2001年、上智大学卒業。その後、ロンドン・ビジネス・スクールでMBAを取得。
2004年、日本のトヨタ自動車株式会社の国内カイゼン部門で研修を受ける。
トヨタでの研修後、サウジアラビアに戻り、同族経営のアブドゥル・ラティフ・ジャミールに入社。同社は、自動車流通、自動車部品製造、金融サービス、再生可能エネルギー、環境サービス、土地・不動産開発、物流、電子機器小売、メディアサービスなどの独立した事業からなる多角的コングロマリットである。中東、北アフリカ、トルコ、アジア太平洋、欧州の10数カ国で事業を展開している。トヨタ、ダイハツ、レクサス車の世界最大級の独立系ディストリビューターでもある。
現在、アブドゥル・ラティフ・ジャミールのサウジアラビア国内事業の副社長兼副会長として、自動車、土地・不動産、機械などの事業を統括している。
また、東京大学でグローバル・アドバイザリー・ボード（旧プレジデンツ・カウンシル（総長諮問委員会））委員を務める。また、湾岸協力会議の同族経営ネットワークに関する外郭団体の理事も務めている。

## 慈善活動
アブドゥル・ラティフ・ジャミール・フィランソロピーのコンソーシアムであるサウジアラビアのコミュニティ・ジャミール（旧称アブドゥル・ラティフ・ジャミール・コミュニティ・イニシアティブ、2003年設立）理事長を務める。このNPOは、難民教育、雇用創出、貧困緩和、食料・水の安全保障、ヘルスケア改善、教室を超えた教育・訓練など、幅広い社会的・経済的イニシアティブを展開している。また、コミュニティの変革を支援することを目的としたビジネスへの投資も行っている。コミュニティ・ジャミールでは、作品を発表するアーティストを支援し、芸術と文化の振興も行っている。保健医療、水と食品の安全、難民のための教育、貧困撲滅などのグローバルな課題についてMITと提携し、2003年にAbdul Latif Jameel Poverty Action Labを立ち上げた。コミュニティ・ジャミールの一部門であるバブ・リズク・ジャミール・サウジアラビアは、サウジアラビアの若い男女に雇用機会を創出し、指導を行うとともに、起業や雇用創出のための無利子マイクロファイナンスの融資を行っている。ジャミールは、特にコミュニティ・ジャミールの交通安全活動に携わっており、教育や意識向上キャンペーンを通じて安全運転の推進に努めている。
また、国連難民高等弁務官事務所の人道的プログラムにも携わっている。

## 人物
2012年、サザビーズ勤務のチュニジアの美術評論家、アートキュレーターであるリナ・ラザー（Lina Lazaar）と結婚。中東美術を積極的に推進する彼女は、ジッダ・アート・ウィークを創設し、「イブラーズ」（Ibraaz）を共同設立した。後に離婚。
2017年から2020年までリアーナと長期交際。それ以前にはナオミ・キャンベルと一時期交際していた。
アラビア語、英語、日本語に堪能。熱心な美術品蒐集家、パトロンである。